# Węglan manganu(II)
Węglan manganu(II), MnCO
3 – nieorganiczny związek chemiczny, sól kwasu węglowego i manganu na II stopniu utlenienia. Tworzy monohydrat (MnCO
3·H
2O).
Jest różowym lub jasnobrązowym, bezwonnym ciałem stałym, praktycznie nie rozpuszcza się w wodzie, rozkłada się z temperaturze powyżej 200 °C